# محله هوایی ایری
محله هوایی ایری (به انگلیسی: Erie Air Park) یک فرودگاه همگانی بهره‌برداری هوایی است که یک باند فرود چمن دارد و طول باند آن ۶۱۰ متر است. این فرودگاه در شهر ایری، ایلی‌نوی کشور ایالات متحده آمریکا قرار دارد و در ارتفاع ۱۸۳ متری از سطح دریا واقع شده است.